# Strand-Sode

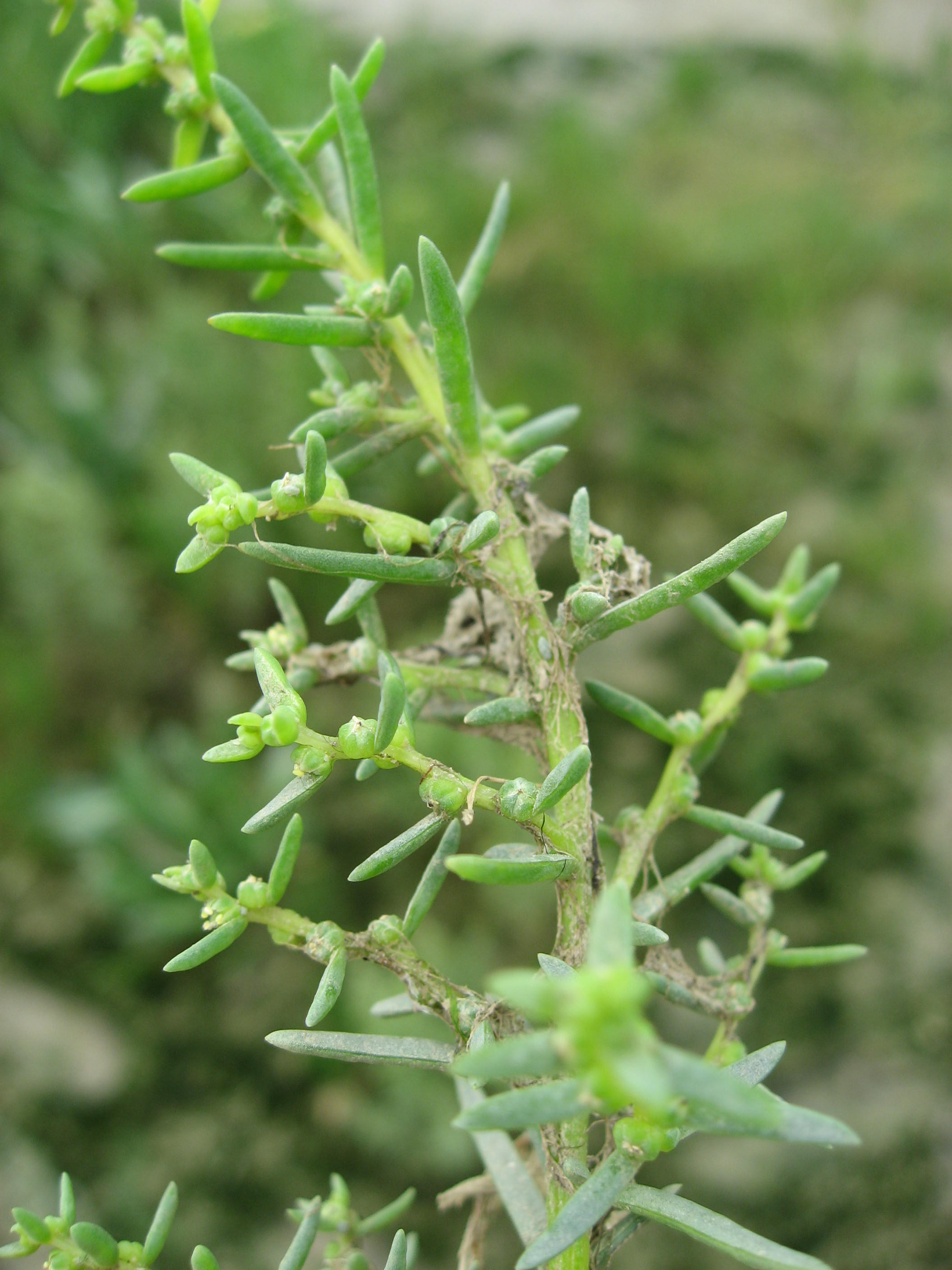
Blütenstand der Strand-Sode (Suaeda maritima)

Die Strand-Sode (Suaeda maritima) ist eine Pflanzenart aus der Unterfamilie Suaedoideae in der Familie der Fuchsschwanzgewächse (Amaranthaceae). Sie wird auch Meerstrand-Gänsefüßchen, Schmalzmelde oder Sode genannt.

## Beschreibung

### Vegetative Merkmale
Die Strand-Sode wächst als einjährige krautige Pflanze, die Wuchshöhen von 10 bis 100 cm erreicht. Die niederliegenden oder aufsteigenden, gelegentlich auch aufrechten Stängel sind vom Grund an verzweigt. Stängel und Blätter sind kahl, blaugrün und häufig rötlich überlaufen. Die aufwärts gekrümmten oder abstehenden, fleischigen Laubblätter sind im Querschnitt halbstielrund, auf der Oberseite flach oder an den Rändern leicht hochgewölbt. Die einfache Blattspreite ist bei einer Länge von 10 bis 50 mm und einer Breite von 0,8 bis 2 mm linealisch mit stumpfem oder leicht zugespitztem oberem Ende.

### Blütenstände und Blüten
Ein bis fünf (selten mehr) Blüten sitzen an Haupt- und Seitenästen geknäuelt in der Achsel der Tragblätter. Die unteren Tragblätter ähneln den Laubblättern, nach oben werden sie allmählich kleiner und sind dann nur etwa 3 bis 12 mm lang. An der Basis sind die Tragblätter etwas verbreitert und ihre Spitze ist leicht auswärts gebogen. Die Vorblätter sind zu kleinen häutigen Schuppen reduziert.
Die Blütezeit der Strand-Sode reicht von Juli bis September. Die zwittrigen Blüten weisen einen Durchmesser von 2 bis 4 mm auf. Die Blütenhülle besteht aus fünf etwas ungleich großen Tepalen mit gerundetem Rücken und stumpfer, oft kapuzenförmiger Spitze. Es sind fünf Staubblätter vorhanden. Die zwei (selten drei bis fünf) Narben sind mit etwa 0,5 mm sehr kurz und kahl.

### Früchte und Samen
Zur Fruchtzeit bleibt die Blütenhülle unverändert (gelegentlich kommen flügelartige Anhängsel vor). Die Frucht ist halbkugelig oder schwach niedergedrückt und ohne Hautsaum. Der horizontale, linsenförmige Same besitzt einen Durchmesser von 1 bis 2,2 mm. Die dunkelbraune oder schwarze Samenschale weist ein Netzmuster auf.

### Chromosomenzahl
Die Chromosomenzahl ist 2n=36 oder 2n=18.

## Bestäubung
Ihre Blüten sind homogam bis schwach vormännlich, Selbstbestäubung ist daher möglich. Normalerweise erfolgt aber die Bestäubung wohl durch den Wind.

## Vorkommen und Gefährdung
Die Strand-Sode ist an den Küsten von Europa, den gemäßigten Regionen von Asien, im nördlichen Afrika und in Nordamerika verbreitet (circumpolare Verbreitung). Sie ist auch in Gebiete der Südhalbkugel eingeführt worden, beispielsweise nach Neuseeland.
In Deutschland findet man die Strand-Sode in ruderal beeinflussten Salzpflanzenfluren an Nordsee und Ostsee, gelegentlich auch an Binnensalzstellen. Als echte Salzpflanze (Halophyt) besiedelt sie vollbesonnte Standorte auf feuchten, stickstoff- und basenreichen Böden mit hohem Gehalt an Kochsalz, die gelegentlich überflutet werden. Die Strand-Sode kommt in den Pflanzengesellschaften der Ordnung Thero-Salicornietalia, Suaedetum macrocarpae und Suaedetum flexilis vor.
In Deutschland gilt die Strand-Sode bundesweit als ungefährdet. Ihre Hauptvorkommen liegen an den Küsten von Schleswig-Holstein, Niedersachsen und Bremen. In Mecklenburg-Vorpommern wird sie als gefährdet eingestuft (Rote Liste gefährdeter Arten 3). An den Binnensalzstellen in Sachsen-Anhalt und Thüringen gilt sie als stark gefährdet (Rote Liste 2).

## Nutzung
Früher wurden aus der Strand-Sode durch Trocknen und Verbrennen Pottasche und Soda gewonnen, welches zum Wäschewaschen und für die Glasherstellung genutzt wurde. Daher stammen die deutschen Namen Strand-Sode und Schmalzmelde.
Die jungen Blätter der Strand-Sode können roh oder gekocht als salzige Salatwürze oder Gemüsezutat verwendet werden. Junge Sprosse können in Essig eingelegt als Relish verzehrt werden. Auch die Samen sind roh oder gekocht essbar.

## Taxonomie
Die Erstveröffentlichung dieser Art erfolgte 1753 durch Carl von Linné unter dem Namen Chenopodium maritimum L. in Species Plantarum, 1, S. 221. Barthélemy Charles Joseph Dumortier stellte sie 1827 in Florula belgica, S. 22 als Suaeda maritima in die Gattung Suaeda.
Synonyme von Suaeda maritima (L.) Dumort. sind Atriplex maritima (L.) Crantz, Chenopodina maritima (L.) Moq., Chenopodium maritimum L., Dondia maritima (L.) Druce, Lerchea maritima (L.) Kuntze, Salsola maritima (L.) M.Bieb., Salsola maritima (L.) Poir., Schoberia maritima (L.) C.A.Mey., Suaeda fernaldii (Standley) Standley und Suaeda richii Fernald.
Suaeda maritima gehört zur Untergattung Brezia (Moq.) Freitag & Schütze innerhalb der Gattung Suaeda.
Die Art Suaeda maritima wird mit den nah verwandten Arten Suaeda pannonica (Beck) Graebn., Suaeda prostrata Pall. und Suaeda salsa (L.) Pall. zum formenreichen Suaeda maritima-Aggregat zusammengefasst.